# Ulysses (sonda spaziale)
Ulysses è stata una sonda spaziale robotica sviluppata in collaborazione dall'Agenzia Spaziale Europea e dalla NASA per lo studio del Sole e dell'eliosfera da un'orbita a elevata inclinazione rispetto al piano dell'eclittica. Ulysses ha permesso di osservare per la prima volta i poli solari. Originariamente indicata come International Solar Polar Mission, fu rinominata come l'eroe greco Ulisse che si avventurò per mare verso rotte inesplorate.
La sonda fu lanciata nell'ottobre del 1990 dallo Space Shuttle Discovery (missione STS-41). Dotata di strumenti che avrebbero analizzato i campi, le particelle e le polveri nello spazio interplanetario, era alimentata da un generatore termoelettrico a radioisotopi (RTG). Dopo aver sfruttato Giove per abbandonare il piano dell'eclittica attraverso una manovra di fionda gravitazionale nel 1992, la sonda ha eseguito tre passaggi sui poli solari, nel 1994-95, nel 2000-01 e nel 2007-08. È stata infine disattivata il 30 giugno 2009, quando la potenza erogata dal generatore termoelettrico ha raggiunto un livello troppo basso per garantire un ritorno scientifico tale da giustificare il mantenimento in esercizio di Ulysses. Con una vita operativa di 18 anni e 266 giorni, ha battuto il precedente record di funzionamento di una missione ESA appartenuto all'International Ultraviolet Explorer.
La particolare orbita percorsa ha permesso numerose scoperte, tra le quali la ricezione di un segnale radio quasi periodico proveniente dal polo sud di Giove; l'attraversamento fortuito delle code di ben tre comete, tra le quali le famose Hyakutake e McNaught; l'individuazione di alcune sorgenti di lampi gamma, come parte dell'InterPlanetary Network.

## La sonda

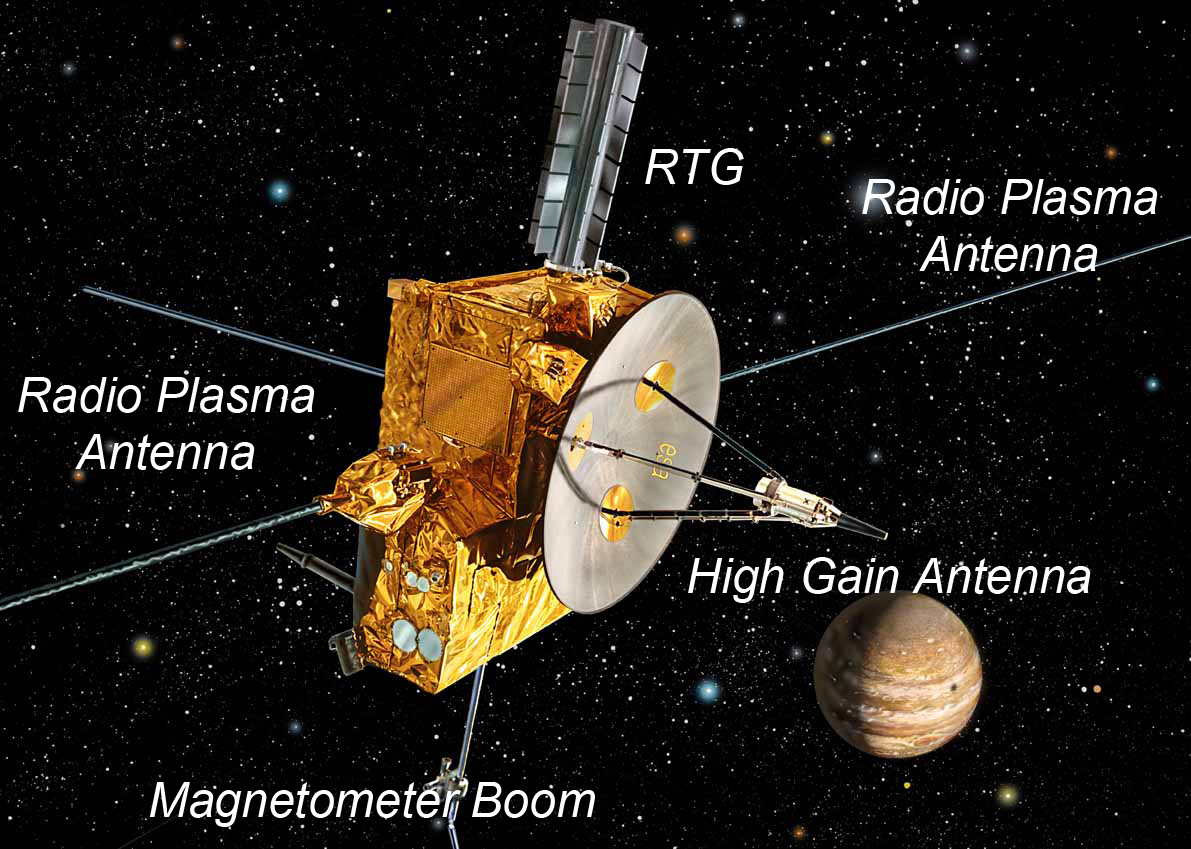
Ulysses

Il corpo della sonda è approssimativamente una scatola di 3 × 3.3 × 2 m di dimensioni. Su di essa sono montati l'antenna parabolica, di 1,65 m di diametro, e il generatore termoelettrico a radioisotopi. La scatola è divisa in due sezioni, indicate come "rumorosa" e "silenziosa". La sezione rumorosa confina con il generatore di energia ed ospita il serbatoio del propellente, la sezione silenziosa ospita la maggior parte della strumentazione elettronica. I componenti che avrebbero potuto disturbare il funzionamento degli altri sono montati sull'esterno della struttura, con la scatola che fa da gabbia di Faraday.
Ulysses è stabilizzata a singolo spin intorno all'asse dell'antenna. Il generatore termoelettrico, l'antenna lineare e lo stelo del magnetometro sono posizionati in modo da stabilizzare l'asse. La velocità di rotazione nominale è di 5 rpm. Il sistema di propulsione utilizza idrazina per le manovre in fase di crociera e per il controllo d'assetto, che prevede il ridirezionamento dell'asse - e quindi dell'antenna - verso la Terra. La sonda è dotata di otto razzi, in due blocchi. Quattro sensori solari rivelano l'orientamento. Per ottenere un'elevata precisione nel controllo d'assetto, viene sfruttata una tecnica - chiamata CONSCAN - che prevede che l'antenna in banda S riceva il segnale da terra leggermente fuori asse. Ciò introduce una pulsazione di 5 rpm nel segnale, che può essere deconvoluta, fornendo un orientamento.
La sonda utilizza le comunicazioni in banda S per ricevere i comandi e inviare la telemetria, utilizzando due trasmittenti da 5 W, e le comunicazioni in banda X per la trasmissione dei dati a terra, utilizzando due TWTA da 20 W. Le trasmissioni in entrambe le bande avvengono attraverso l'antenna parabolica.
Due nastri registratori, ognuno con una capacità di 45 Mbit conservano i dati scientifici tra due sessioni di comunicazione consecutive, che avvengono nominalmente ogni 8 ore. Mediante il computer OnBoard Data Handling (OBDH) prodotto dalla LABEN di Milano (oggi integrata in Thales Alenia Space Italia di Gorgonzola) è possibile regolare gli strumenti a bordo di Ulysses in modo da registrare i dati ad una risoluzione inferiore per ridurre il carico di lavoro del Deep Space Network qualora fosse reso necessario dalla concomitanza di altre missioni spaziali.
La richiesta principale per il sistema di controllo termico è che la sonda non scenda al di sotto dei 2 °C, temperatura a cui congelerebbe l'idrazina, impedendo il direzionamento dell'antenna. Per evitare che ciò possa accadere quando la sonda è in prossimità dell'orbita di Giove è stato predisposto un sistema di riscaldatori elettrici ed una copertura adeguata. Si è invece evitato che la sonda potesse raggiungere temperature eccessivamente elevate, scegliendo un'orbita opportuna. In particolare Ulysses si trova a 1,3 UA quando raggiunge la minima distanza dal Sole.
Sulla sonda è stata incisa la frase ascritta all'Ulisse dantesco: Fatti non foste a viver come bruti, ma per seguir virtute e canoscenza.

## La missione
La missione originaria, denominata International Solar Polar Mission, prevedeva l'uso di due navicelle, una di fabbricazione europea e l'altra statunitense, che avrebbero percorso orbite simili ma in senso opposto, in modo che quando una si trovava sul polo sud del Sole, l'altra si sarebbe trovata su quello nord. Difficoltà di bilancio della NASA, che stava concentrando le sue risorse nello sviluppo dello Space Shuttle, condussero l'ente spaziale americano a cancellare la propria navicella nel 1986. L'ESA tuttavia decise di proseguire utilizzando la navicella che nel frattempo aveva già costruito, che rinominò Ulysses. La NASA contribuì alla missione fornendo il generatore termoelettrico a radioisotopi (RTG) e occupandosi del lancio. I dieci strumenti scientifici in dotazione della sonda furono infine divisi in due gruppi, per università e istituti di ricerca appartenenti rispettivamente all'Europa e agli Stati Uniti.
La sonda è stata immessa in orbita terrestre bassa (LEO) il 6 ottobre 1990 dallo Space Shuttle Discovery (missione STS-41). Inizialmente ne era stato previsto il lancio per il 1986, ma la sospensione dei voli degli Space Shuttle che ha seguito il disastro dello Space Shuttle Challenger ha costretto a rimandare il lancio.

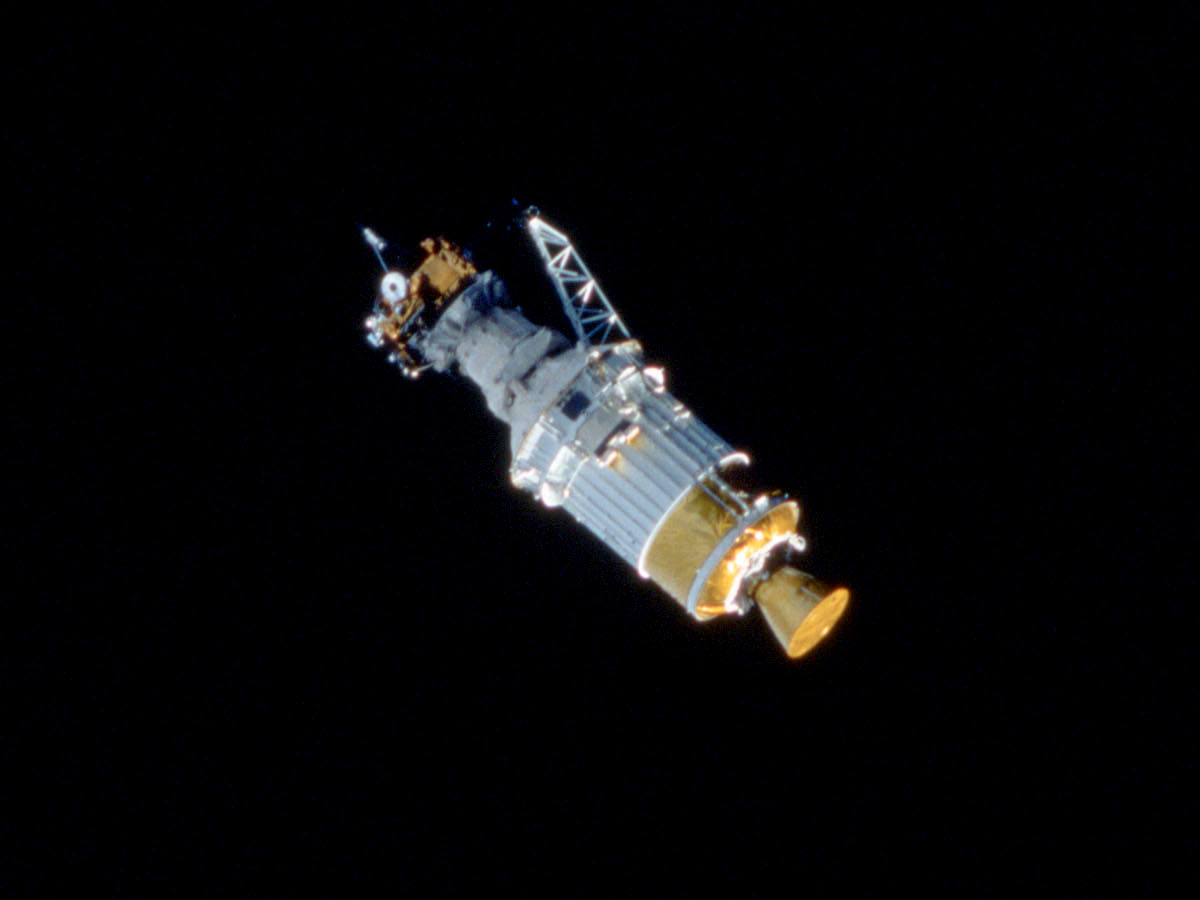
Ulysses fotografata dal Discovery dopo il rilascio in orbita

La sonda ha quindi lasciato l'orbita terrestre grazie all'utilizzo dei due stadi del razzo vettore IUS, sviluppato dalla Boeing e dalla NASA come stadio superiore dei razzi Titan III (e poi Titan IV) e per il lancio di payload dalla stiva di carico dello Shuttle. Grazie alla spinta ricevuta, la sonda è stato l'oggetto artificiale più veloce che avesse mai abbandonato la Terra, superata solo recentemente dalla missione New Horizons.
L'8 febbraio 1992 la sonda ha raggiunto Giove, dove ha eseguito una manovra correttiva che l'ha portata su un'orbita con un'elevata inclinazione rispetto al piano dell'eclittica, appositamente studiata per poter analizzare la regione polare del Sole. Il sorvolo di Giove è stato sfruttato per analizzare la magnetosfera gioviana con gli strumenti a bordo di Ulysses. Non essendo la sonda dotata di una fotocamera, non sono state raccolte immagini del pianeta.
Nel 1994-95, nel 2000-01 e nel 2007-08 ha esplorato le regioni polari nord e sud del Sole ottenendo dei risultati inaspettati. In particolare il polo magnetico sud del Sole è molto dinamico e non è dotato di una zona libera dal campo magnetico. Sarebbe sbagliato affermare che il Sole non ha polo magnetico sud e quindi che è un monopolo magnetico, in realtà il polo magnetico sud del Sole esiste solo che è molto diffuso e non concentrato come il polo magnetico nord. Nel passaggio del 2007-08 Ulysses ha misurato un valore del campo magnetico in corrispondenza dei poli solari molto più debole rispetto a quanto osservato nei passaggi precedenti.
Il 1º maggio 1996 la sonda ha inaspettatamente attraversato la scia di ioni della cometa Hyakutake (C/1996 B2), determinando che la coda della cometa è lunga almeno 3,8 UA. Successivamente Ulysses ha attraversato la coda di altre due comete: la cometa McNaught-Hartley (C/1999 T1) nel 2000 e la cometa McNaught (C/2006 P1) nel 2008. Tali fortuite circostanze hanno permesso di indagare l'interazione tra la coda delle comete ed il vento solare e le modalità secondo le quali le comete perdono la loro massa. Inoltre, le misure effettuate sono state utili per capire cosa accade quando il materiale neutro e freddo emesso dalle comete incontra il plasma caldo del vento solare.
Ulysses è arrivata all'afelio nel 2003/2004 e da quella posizione ha eseguito alcune osservazioni a distanza di Giove.
Da febbraio del 2008, la potenza fornita dal generatore termoelettrico a radioisotopi è diminuita al punto da essere insufficiente a garantire il funzionamento contemporaneamente degli strumenti scientifici, del sistema di comunicazione e di alcuni riscaldatori interni necessari al funzionamento del sistema di controllo d'assetto. Infatti, il congelamento dell'idrazina nei condotti del combustibile impedirebbe il funzionamento dei razzi che permettono di manovrare la sonda.
Il problema non ha condotto ad una repentina perdita della sonda perché è stato riscontrato nelle vicinanze del Sole, dove il calore irradiato dalla nostra stella è ancora sufficiente a garantire che la temperatura del carburante non scenda al di sotto di 2 °C. Ma l'orbita percorsa da Ulysses la porta inesorabilmente ad allontanarsi dal Sole ed è atteso che possa cessare di funzionare improvvisamente.
Una strategia piuttosto elaborata intrapresa dal controllo di missione ha permesso di impedire il congelamento del propellente nei condotti. Si è scelto infatti di lasciar scorrere nei condotti minime quantità di propellente ogni due ore. Questa strategia, che non può essere un'alternativa definitiva ai riscaldatori, dal momento che comporta la perdita continua di propellente nello spazio, già poco dopo la sua attuazione, è risultata particolarmente efficace, tanto da far supporre che fosse possibile preservare il funzionamento della sonda fino al 1º luglio 2008, indicato inizialmente come data nominale di fine missione. Ad ogni modo, le operazioni sono continuate anche oltre tale data, e sembrava plausibile aspettarsi che la cessazione delle operazioni di missione e deattivazione o ibernazione della sonda sarebbero state determinate dal congelamento del propellente del sistema di controllo d'assetto o dal suo esaurimento.
In realtà, sebbene al giugno del 2009 la sonda continuasse a trasmettere a Terra i dati scientifici raccolti quotidianamente, le agenzie spaziali europea e statunitense hanno deciso in accordo di terminare la missione il 30 giugno dello stesso anno, poiché i costi per il suo mantenimento (soprattutto quelli dell'utilizzo di una delle tre antenne di 70 m del Deep Space Network per la ricezione dei deboli segnali inviati dalla sonda) non potevano essere giustificati dall'ormai ridotto ritorno scientifico ottenibile dalla sonda.
Alle 22:15 CEST del 30 giugno 2009 è stata ricevuta l'ultima comunicazione dalla sonda. Cinque minuti prima era stata inviata dalla Terra la sequenza di disattivazione. Al momento della disattivazione, Ulysses distava 5,4 UA dal nostro pianeta ed i segnali radio hanno impiegato circa 45 minuti a coprire tale distanza.
La missione ha stabilito il nuovo record di funzionamento di una missione ESA, avendo operato per 18 anni e 266 giorni, battendo il record precedente detenuto dall'International Ultraviolet Explorer. Dopo la disattivazione, Ulysses continuerà ad orbitare attorno al Sole come se fosse una cometa fatta dall'uomo.

## Principali risultati scientifici

### Esplorazione del Sole
Ulysses rientra in un ampio programma di osservazione del Sole sviluppato dalle principali agenzie spaziali che comprende un buon numero di telescopi e sonde spaziali. Rispetto a tutti gli altri oggetti lanciati nello spazio, Ulysses percorre un'orbita unica, al di fuori del piano dell'eclittica - il piano dell'orbita della Terra e con una certa approssimazione degli altri pianeti - che le permette di transitare per zone dell'eliosfera precedentemente inesplorate. Ogni osservazione della sonda, quindi, ha aggiunto preziose informazioni alle conoscenze sulla nostra stella.
La sonda ha eseguito tre passaggi sui poli del Sole, nel 1994-'95, nel 2000-'01 e nel 2007-'08.
Principali scoperte:
- Prima del lancio di Ulysses era stata misurata la velocità del vento solare solo nel piano dell'eclittica. Questo valore, mediamente pari a circa 400 km/s, era stato assunto come tipico per tutta l'eliosfera. Ulysses invece ha riscontrato che la velocità del vento solare al di fuori del piano dell'eclittica è ben superiore e mediamente pari a 750 km/s e che il passaggio da un valore all'altro è piuttosto repentino.
- L'attività solare segue un ciclo undecennale, detto ciclo solare, durante il quale si osserva un massimo di tale attività seguita poi da una fase di minimo, dopo di che il ciclo si ripete. Il ciclo culmina con l'inversione del campo magnetico solare. Ulysses ha osservato più di due cicli solari ed ha permesso di sviluppare un modello piuttosto semplice del campo magnetico solare stesso. Questo può essere infatti descritto come un dipolo magnetico rotante: quando il Sole è in una fase di minimo, il dipolo è allineato con l'asse di rotazione, mentre è ruotato di 90° sei anni dopo, quando viene registrato il massimo dell'attività solare. Dopo altri sei anni, l'attività solare raggiunge un nuovo minimo ed il dipolo - e quindi il campo magnetico - è di nuovo allineato con l'asse di rotazione, ma con orientamento opposto rispetto al minimo precedente.
- Il campo magnetico della eliosfera è più complesso di quanto precedentemente atteso. Ulysses ha rilevato in prossimità dei poli particelle altamente energetiche emesse durante brillamenti coronarici avvenuti a basse latitudini. Ciò indica che esistono connessioni magnetiche precedentemente non previste tra le due regioni e, più in generale, il campo magnetico del Sole interagisce con il sistema solare con modalità più complesse di quanto precedentemente pensato.[12]

### Esplorazione di Giove
Sebbene il sorvolo di Giove non avesse quale scopo primario l'esplorazione del pianeta, è stato comunque sfruttato per lo studio della magnetosfera gioviana. Giove possiede un forte campo magnetico  e la sua magnetosfera è la più ampia conosciuta per un corpo planetario orbitante intorno ad una stella. Le orbite dei satelliti galileiani giacciono all'interno di essa ed, in particolare, le eruzioni vulcaniche su Io sono una prolifica fonte delle particelle, principalmente zolfo ed ossigeno, che formano un grande toro intorno all'orbita della luna. Ulysses è entrata nella magnetosfera di Giove il 2 febbraio 1992 e ne è uscita il 14 febbraio. La traiettoria d'ingresso è stata simile a quella già seguita dalle altre sonde che l'hanno preceduta nel sorvolo del pianeta - Pioneer 10, 11 (1972, 1973) e Voyager 1, 2 (1979) - ma, a differenza dalle precedenti, Ulysses ha raggiunto i 40°N di latitudine al massimo avvicinamento, ad una distanza di 6 RG, e si è poi allontanata verso alte latitudini meridionali, attraversando il crepuscolo. Inoltre, Ulysses ha attraversato il toro di plasma intorno all'orbita di Io in direzione nord-sud, rispetto all'attraversamento equatoriale della Voyager 1. Durante il sorvolo, Ulysses ha rilevato un segnale radio proveniente dal polo sud del pianeta che presentava una certa ripetitività. Il segnale si ripeteva ogni 40 minuti per alcune ore, per poi interrompersi e riprendere successivamente con la stessa modulazione. Alla ricezione del segnale, chiamato QP-40 (dove QP sta per quasi periodico), erano associate violente emissioni di elettroni altamente energetici. Nel febbraio del 2003 un segnale analogo proveniente però dal polo nord del pianeta è stato rilevato dal telescopio orbitante Chandra. Questi fenomeni sembrano originati dall'interazione del vento solare con la magnetosfera di Giove ed abbinati al fenomeno delle aurore polari sul pianeta.
L'orbita seguita dalla sonda la porta nel passaggio all'afelio a tornare in prossimità di Giove. L'avvicinamento del 2003-04 è stato sfruttato per continuare lo studio a distanza della magnetosfera gioviana. In questo secondo incontro però il massimo avvicinamento è avvenuto ad una distanza di 1683 RG (pari a circa 120 milioni di km), il 4 febbraio 2004 e la sonda si è sempre tenuta a monte della magnetosfera gioviana. Durante questo secondo sorvolo si è prestata particolare attenzione alla ricezione del segnale radio QP-40 proveniente dal polo nord del pianeta, rilevato infine nell'ottobre del 2003.

### Rilevazione dei gamma ray burst
Durante le fasi di crociera, Ulysses ha fornito dati unici essendo l'unica sonda che orbita al di fuori del piano dell'eclittica e dotata di uno strumento in grado di rilevare i raggi gamma. Ulysses è stata un componente importante della InterPlanetary Network (IPN), una rete di sonde spaziali che permette di localizzare i gamma ray burst (o lampi gamma) con sufficiente accuratezza da permetterne il loro successivo studio. I raggi gamma non possono essere focalizzati attraverso specchi ed è quindi difficile localizzarne la fonte. In alternativa, si è pensato di utilizzare una serie di sonde spaziali in volo nel sistema solare, dotate di un rilevatore di raggi gamma. In questo modo, valutando il ritardo (di frazioni di secondo) con cui il segnale raggiunge ognuna di esse, è possibile individuare la direzione di provenienza. Poiché i raggi gamma viaggiano alla velocità della luce, è necessario che le stazioni di rilevamento siano il più lontane possibile. Tipicamente, la determinazione di una fonte proviene dal confronto tra i dati raccolti da uno dei diversi satelliti artificiali in orbita attorno alla Terra, da una sonda diretta verso il sistema solare interno (a Marte, Venere o ad un asteroide) e da Ulysses. Quando Ulysses è stata in prossimità dell'afelio o del perielio e quindi del piano dell'eclittica, le determinazioni dei GRB han perso in accuratezza.

### Interazione del vento solare con la coda delle comete
Nelle sue tre orbite intorno al Sole, Ulysses ha attraversato per ben tre volte materiale proveniente dalla coda di una cometa e ne ha rilevato le tipiche forme di interazione con il vento solare, ovvero una decelerazione locale del vento solare associata alla distorsione delle linee del campo magnetico abbinate al flusso. Questi incontri hanno permesso di rilevare che le code delle comete mantengono una loro struttura anche a notevoli distanze dal nucleo. Ad esempio, nel caso della cometa Hyakutake, la sonda ha rilevato la coda della cometa a più di 3 UA dal nucleo, stabilendo un record nella dimensione delle code delle comete. L'incontro con il materiale della cometa McNaught-Hartley è stato reso possibile da una fortuita espulsione di massa coronale che l'ha trascinato verso la sonda. Infine, la sonda ha attraversato la coda della cometa McNaught nel 2007 rilevando la presenza per la prima volta di ioni dell'ossigeno O3+ in prossimità di una cometa. Lo strumento Solar Wind Ion Composition Spectrometer (SWICS) ha trovato che la velocità posseduta dal vento solare era all'incirca la metà di quella attesa a tale distanza dal Sole, ovvero di circa 360 km/s rispetto ai 750 km/s attesi Sono state rilevate inoltre misure alternanti del campo magnetico, con zone in cui veniva registrato un valore più debole rispetto a quello mediamente associato al vento solare alla medesima distanza dal Sole e con direzione costante, radiale, verso il Sole - opposta a quella associata al vento solare durante il ciclo solare allora in corso - alternate a zone ridotte in cui le misure indicavano che il campo magnetico aveva riacquistato la direzione usuale, ovvero verso l'esterno. Queste misure sono coerenti con la struttura filamentosa della coda della cometa McNaught osservata con strumenti ottici.

### Scoperte aggiuntive
- Ulysses ha scoperto che la polvere che piove nel sistema solare dallo spazio profondo ha un'abbondanza trenta volte maggiore di quanto precedentemente considerato.[12]
- Ulysses ha misurato l'abbondanza degli isotopi dell'elio interstellare. I valori rilevati sono consistenti con la teoria del Big Bang e la densità di materia necessaria per un universo aperto.[22]